# Communauté de communes des Hauts du Lyonnais
La communauté de communes des Hauts du Lyonnais est une ancienne communauté de communes française, située dans le département du Rhône en région Rhône-Alpes, qui a existé de 1998 à 2016. Son siège était situé à Saint-Symphorien-sur-Coise.

## Histoire
La communauté de communes est créée en 1998.
La communauté de communes Chamousset des Hauts du Lyonnais fusionne avec la communauté de communes Chamousset en Lyonnais pour former la Communauté de communes des monts du Lyonnais à compter du 1er janvier 2017, elle devait initialement inclure la communauté de communes de Forez en Lyonnais située dans la Loire, dans le cadre du nouveau schéma de coopération intercommunal validé par arrêté préfectoral le 17 mars 2016, mais cette fusion a été abandonnée et la communauté ligérienne est finalement rattachée à la Communauté de communes Forez-Est.

## Communes
| Nom                                | Code Insee | Gentilé         | Superficie (km2) | Population (dernière pop. légale) | Densité (hab./km2) |
| ---------------------------------- | ---------- | --------------- | ---------------- | --------------------------------- | ------------------ |
| Saint-Symphorien-sur-Coise (siège) | 69238      | Pelauds         | 4,07             | 3 577 (2014)                      | 879                |
| Aveize                             | 69014      | Aveizois        | 16,64            | 1 122 (2014)                      | 67                 |
| La Chapelle-sur-Coise              | 69042      | Chapelaires     | 6,58             | 573 (2014)                        | 87                 |
| Coise                              | 69062      | Coisataires     | 9,03             | 764 (2014)                        | 85                 |
| Duerne                             | 69078      | Duernois        | 11,41            | 799 (2014)                        | 70                 |
| Grézieu-le-Marché                  | 69095      | Grézollaires    | 11,49            | 780 (2014)                        | 68                 |
| Larajasse                          | 69110      | Jarsaires       | 33,61            | 1 855 (2014)                      | 55                 |
| Meys                               | 69132      | Meysards        | 14,65            | 858 (2014)                        | 59                 |
| Pomeys                             | 69155      | Pomeyères       | 13,10            | 1 127 (2014)                      | 86                 |
| Saint-Martin-en-Haut               | 69227      | Saint-Martinois | 38,64            | 3 924 (2014)                      | 102                |